# Leucothoe dentata
Leucothoe dentata is een vlokreeftensoort uit de familie van de Leucothoidae. De wetenschappelijke naam van de soort is voor het eerst geldig gepubliceerd in 1973 door Ledoyer.